# Agdistis meylaniella
Agdistis meylaniella là một loài bướm đêm thuộc họ Pterophoridae. Loài này được tìm thấy ở Anatolia.
Sải cánh dài 20–22 mm. Cánh trước màu nâu xám sáng và cánh sau màu nâu xám.